# Війдіке
Ві́йдіке (ест. Viidike küla) — село в Естонії, у волості Тарту повіту Тартумаа.

## Населення
Чисельність населення на 31 грудня 2011 року становила 54 особи.